# Léon Marais
 (juin 2022).
Pour les articles homonymes, voir Marais.
Léon Marais est un acteur français né le 29 avril 1853 à Marseille et mort le 18 septembre 1891 à Paris 12e, pensionnaire de la Comédie-Française.

## Biographie
Léon Marais débute avec succès à l'Odéon avant de passer au Gymnase, au Vaudeville, à la Porte-Saint-Martin où il se fit remarquer dans le Macbeth de Jean Richepin d'après Shakespeare et dans Théodora (1884), de Victorien Sardou, aux côtés de Sarah Bernhardt.
Peu avant sa mort il entre enfin à la Comédie-Française où son activité ne trouva pas d'élément suffisant. On conte que l'interdiction de Thermidor, sa dernière création, eut une fâcheuse influence sur ses nerfs très délicats et très susceptibles. Peu à peu on le vit devenir irritable, bizarre, jusqu'au jour où le cerveau se prit complètement et où la mort vint trancher d'une façon brutale cette existence si brillamment commencée.
Le jeune pensionnaire du Théâtre-Français est subitement pris d'un accès de fièvre chaude à la suite duquel les siens le font transporter de son domicile dans une maison de santé parisienne où il expire le 18 septembre 1891, à l'âge de 38 ans.